# National Basketball League of Canada 2012-2013
La stagione NBL Canada 2012-2013 fu la seconda della National Basketball League of Canada. Parteciparono 8 squadre in due gironi. Rispetto alla stagione precedente si aggiunsero i Montreal Jazz e i Windsor Express, mentre scomparvero i Quebec Kebs.

## Squadre partecipanti
- Halifax Rainmen
- London Lightning
- Moncton Miracles
- Montreal Jazz
- Oshawa Power
- St John Mill Rats
- Summerside Storm
- Windsor Express

## Classifiche

### Central Division
| Squadra          | V  | P  | PCT  | GB |
| ---------------- | -- | -- | ---- | -- |
| London Lightning | 33 | 7  | 82,5 | -  |
| Windsor Express  | 22 | 18 | 55,0 | 11 |
| Oshawa Power     | 18 | 22 | 45,0 | 15 |
| Montreal Jazz    | 2  | 38 | 5,0  | 31 |

### Atlantic Division
| Squadra              | V  | P  | PCT  | GB |
| -------------------- | -- | -- | ---- | -- |
| Summerside Storm     | 26 | 14 | 65,0 | -  |
| Saint John Mill Rats | 20 | 20 | 50,0 | 6  |
| Moncton Miracles     | 20 | 20 | 50,0 | 6  |
| Halifax Rainmen      | 19 | 21 | 47,5 | 7  |

## Play-off

### Primo turno
| Moncton 19 marzo 2013, ore 19:00                   | Moncton Miracles | 99 – 90 (29-19, 17-24, 30-17, 23-30) | Saint John Mill Rats | Moncton Coliseum |
| \| \| \| \| \| Sweetney 32 \| Punti \| 21 Jones \| |                  |                                      |                      |                  |
|                                                    |                  |                                      |                      |                  |
| Sweetney 32                                        | Punti            | 21 Jones                             |                      |                  |

| Saint John 22 marzo 2013, ore 19:00               | Saint John Mill Rats | 126 – 99 (34-18, 25-31, 34-28, 33-22) | Moncton Miracles | Harbour Station |
| \| \| \| \| \| Council 37 \| Punti \| 24 Wonge \| |                      |                                       |                  |                 |
|                                                   |                      |                                       |                  |                 |
| Council 37                                        | Punti                | 24 Wonge                              |                  |                 |

| Saint John 23 marzo 2013, ore 19:00                 | Saint John Mill Rats | 103 – 111 (21-38, 19-23, 24-25, 39-25) | Moncton Miracles | Harbour Station |
| \| \| \| \| \| Crouch 34 \| Punti \| 27 Sweetney \| |                      |                                        |                  |                 |
|                                                     |                      |                                        |                  |                 |
| Crouch 34                                           | Punti                | 27 Sweetney                            |                  |                 |

### Semifinali
| London 24 marzo 2013, ore 19:00                | London Lightning | 106 – 80 (18-17, 23-27, 33-17, 32-19) | Moncton Miracles | Budweiser Gardens (2.685 spett.) |
| \| \| \| \| \| Mims 26 \| Punti \| 25 Butts \| |                  |                                       |                  |                                  |
|                                                |                  |                                       |                  |                                  |
| Mims 26                                        | Punti            | 25 Butts                              |                  |                                  |

| London 27 marzo 2013, ore 19:00                   | London Lightning | 89 – 78 (17-19, 20-15, 20-25, 32-19) | Moncton Miracles | Budweiser Gardens (3.296 spett.) |
| \| \| \| \| \| Buford 19 \| Punti \| 26 Favors \| |                  |                                      |                  |                                  |
|                                                   |                  |                                      |                  |                                  |
| Buford 19                                         | Punti            | 26 Favors                            |                  |                                  |

| Moncton 29 marzo 2013, ore 19:00                 | Moncton Miracles | 114 – 103 (31-16, 20-22, 31-36, 32-29) | London Lightning | Moncton Coliseum |
| \| \| \| \| \| Favors 32 \| Punti \| 21 Ellis \| |                  |                                        |                  |                  |
|                                                  |                  |                                        |                  |                  |
| Favors 32                                        | Punti            | 21 Ellis                               |                  |                  |

| Moncton 30 marzo 2013, ore 19:00                 | Moncton Miracles | 98 – 104 (18-23, 21-30, 30-26, 29-25) | London Lightning | Moncton Coliseum |
| \| \| \| \| \| Butts 25 \| Punti \| 28 Bowden \| |                  |                                       |                  |                  |
|                                                  |                  |                                       |                  |                  |
| Butts 25                                         | Punti            | 28 Bowden                             |                  |                  |

| Summerside 24 marzo 2013                           | Summerside Storm | 112 – 114 (44-21, 26-26, 20-34, 22-33) | Windsor Express | Credit Union Place |
| \| \| \| \| \| Johnson 19 \| Punti \| 33 Duncan \| |                  |                                        |                 |                    |
|                                                    |                  |                                        |                 |                    |
| Johnson 19                                         | Punti            | 33 Duncan                              |                 |                    |

| Summerside 26 marzo 2013, ore 19:00                  | Summerside Storm | 114 – 98 (30-21, 26-23, 19-30, 39-24) | Windsor Express | Credit Union Place (1.239 spett.) |
| \| \| \| \| \| Robinson 22 \| Punti \| 21 Surmacz \| |                  |                                       |                 |                                   |
|                                                      |                  |                                       |                 |                                   |
| Robinson 22                                          | Punti            | 21 Surmacz                            |                 |                                   |

| Windsor 28 marzo 2013                            | Windsor Express | 84 – 112 (18-27, 18-36, 25-26, 23-23) | Summerside Storm | WFCU Centre |
| \| \| \| \| \| Duncan 14 \| Punti \| 23 Tisby \| |                 |                                       |                  |             |
|                                                  |                 |                                       |                  |             |
| Duncan 14                                        | Punti           | 23 Tisby                              |                  |             |

| Windsor 30 marzo 2013                            | Windsor Express | 124 – 122 (d.2t.s.) (24-26, 22-25, 27-21, 28-27, 12-12, 12-10) | Summerside Storm | WFCU Centre |
| \| \| \| \| \| Duncan 27 \| Punti \| 28 Tisby \| |                 |                                                                |                  |             |
|                                                  |                 |                                                                |                  |             |
| Duncan 27                                        | Punti           | 28 Tisby                                                       |                  |             |

| Summerside 2 aprile 2013                          | Summerside Storm | 109 – 103 (25-24, 31-24, 31-28, 22-27) | Windsor Express | Credit Union Place (1.239 spett.) |
| \| \| \| \| \| Plummer 30 \| Punti \| 23 Helms \| |                  |                                        |                 |                                   |
|                                                   |                  |                                        |                 |                                   |
| Plummer 30                                        | Punti            | 23 Helms                               |                 |                                   |

### Finale NBL Canada
| London 6 aprile 2013                               | London Lightning | 105 – 100 (30-23, 20-20, 28-24, 27-33) | Summerside Storm | Budweiser Gardens (4.423 spett.) |
| \| \| \| \| \| Phillips 25 \| Punti \| 28 Tisby \| |                  |                                        |                  |                                  |
|                                                    |                  |                                        |                  |                                  |
| Phillips 25                                        | Punti            | 28 Tisby                               |                  |                                  |

| London 7 aprile 2013, ore 20:30                 | London Lightning | 99 – 96 (19-19, 31-25, 21-28, 28-24) | Summerside Storm | Budweiser Gardens (3.406 spett.) |
| \| \| \| \| \| Moss 25 \| Punti \| 25 Turner \| |                  |                                      |                  |                                  |
|                                                 |                  |                                      |                  |                                  |
| Moss 25                                         | Punti            | 25 Turner                            |                  |                                  |

| Summerside 10 aprile 2013                         | Summerside Storm | 111 – 99 | London Lightning | Credit Union Place |
| \| \| \| \| \| Johnson 33 \| Punti \| 17 Ellis \| |                  |          |                  |                    |
|                                                   |                  |          |                  |                    |
| Johnson 33                                        | Punti            | 17 Ellis |                  |                    |

| Summerside 12 aprile 2013, ore 19:00                  | Summerside Storm | 80 – 87     | London Lightning | Credit Union Place (3.019 spett.) |
| \| \| \| \| \| Robinson 24 \| Punti \| 19 Phillips \| |                  |             |                  |                                   |
|                                                       |                  |             |                  |                                   |
| Robinson 24                                           | Punti            | 19 Phillips |                  |                                   |

### Tabellone
|  | Primo turno | Primo turno | Primo turno |            |        | Semifinali | Semifinali | Semifinali |  |  | Finale NBL Canada | Finale NBL Canada | Finale NBL Canada |  |
|  |             |             |             |            |        |            |            |            |  |  |                   |                   |                   |  |
|  |             |             |             |            |        | 1          | London     | 3          |  |  |                   |                   |                   |  |
|  |             |             |             |            |        | 1          | London     | 3          |  |  |                   |                   |                   |  |
|  |             |             | 5           | Moncton    | 1      |            |            |            |  |  |                   |                   |                   |  |
|  | 5           | Moncton     | 5           | Moncton    | 1      | 2          |            |            |  |  |                   |                   |                   |  |
|  | 5           | Moncton     |             |            |        |            |            |            |  |  |                   |                   |                   |  |
|  | 4           | Saint John  | 1           |            |        |            |            |            |  |  |                   |                   |                   |  |
|  | 4           | Saint John  | 1           |            | London | London     | 3          |            |  |  |                   |                   |                   |  |
|  |             |             |             |            |        |            |            |            |  |  |                   |                   |                   |  |
|  |             |             | Summerside  | Summerside | 1      |            |            |            |  |  |                   |                   |                   |  |
|  |             |             |             | Summerside | 1      |            |            |            |  |  |                   |                   |                   |  |
|  |             |             |             |            |        |            |            |            |  |  |                   |                   |                   |  |
|  |             |             |             |            |        |            |            |            |  |  |                   |                   |                   |  |
|  |             | 3           | Windsor     | 2          |        |            |            |            |  |  |                   |                   |                   |  |
|  |             |             |             | 2          |        |            |            |            |  |  |                   |                   |                   |  |
|  |             |             | 2           | Summerside | 3      |            |            |            |  |  |                   |                   |                   |  |

## Vincitore
| Campione NBL Canada 2013     |
| ---------------------------- |
| London Lightning (2º titolo) |

## Statistiche
| Categoria             | Giocatore       | Squadra           | Stat |
| --------------------- | --------------- | ----------------- | ---- |
| Punti per gara        | Devin Sweetney  | Moncton Miracles  | 25,0 |
| Rimbalzi per gara     | Antonio Ballard | Summerside Storm  | 10,4 |
| Assist per gara       | Darren Duncan   | Halifax / Windsor | 8,0  |
| Palle rubate per gara | Manix Auriantal | Montreal Jazz     | 2,2  |
| Stoppate per gara     | Jonas Pierre    | Montreal Jazz     | 2,6  |
| FG%                   | Isaac Butts     | Moncton Miracles  | 60,9 |
| FT%                   | Tyrone Levett   | Moncton / Halifax | 88,2 |
| 3FG%                  | Darrell Wonge   | Moncton Miracles  | 39,7 |

## Premi NBL Canada
- NBL Canada Most Valuable Player: Devin Sweetney, Moncton Miracles
- NBL Canada Coach of the Year: Micheal Ray Richardson, London Lightning e Joe Salerno, Summerside Storm
- NBL Canada Defensive Player of the Year: Al Stewart, Summerside Storm
- NBL Canada Sixth Man of the Year: Rodney Buford, London Lightning
- NBL Canada Newcomer of the Year: Marvin Phillips, London Lightning
- NBL Canada Rookie of the Year: Isaac Butts, Moncton Miracles
- NBL Canada Canadian of the Year: Joey Haywood, Halifax Rainmen
- NBL Canada Executive of the Year: Kim Blanco, Moncton Miracles
- NBL Canada Finals MVP: Marvin Phillips, London Lightning
- All-NBL Canada First Team
  - Devin Sweetney, Moncton Miracles
  - Darren Duncan, Windsor Express
  - Isaac Butts, Moncton Miracles
  - Elvin Mims, London Lightning
  - Brandon Robinson, Summerside Storm
- All-NBL Canada Second Team
  - Anthony Anderson, Saint John Mill Rats
  - Jerice Crouch, Saint John Mill Rats
  - Tim Ellis, London Lightning
  - Quinnel Brown, Halifax Rainmen
  - Marvin Phillips, London Lightning
- All-NBL Canada Third Team
  - Nick Okorie, Oshawa Power
  - Al Stewart, Summerside Storm
  - Antonio Ballard, Summerside Storm
  - Chris Commons, Windsor Express
  - Joey Haywood, Halifax Rainmen
- NBL Canada All-Defensive First Team:
  - Antonio Ballard, Summerside Storm
  - Isaac Butts, Moncton Miracles
  - Elvin Mims, London Lightning
  - Kevin Loiselle, Windsor Express
  - Al Stewart, Summerside Storm
- NBL Canada All-Defensive Second Team:
  - Jushay Rockett, Oshawa Power
  - Jonas Pierre, Montreal Jazz
  - Marvin Phillips, London Lightning
  - Sylvania Watkins, Moncton Miracles
  - Cavell Johnson, Saint John Mill Rats